# ووینگوواتس
ووینگوواتس (به صربی: Vojnegovac) یک منطقهٔ مسکونی در صربستان است که در پیروت واقع شده‌است. ووینگوواتس ۲۷۰ نفر جمعیت دارد.